# NGC 2692
NGC 2692 is een balkspiraalstelsel in het sterrenbeeld Grote Beer. Het hemelobject werd op 17 maart 1790 ontdekt door de Duits-Britse astronoom William Herschel.

## Synoniemen
- UGC 4675
- MCG 9-15-57
- ZWG 264.36
- KCPG 179B
- PGC 25142